# Jennifer Covo
Jennifer Covo, née le 2 novembre 1978 à Genève, est une journaliste suisse. Elle présente actuellement les éditions de week-end du 19:30 (journal télévisé de la RTS) deux week-end sur trois en alternance avec Fanny Zürcher.

## Biographie
Après avoir obtenu une maturité latine au Collège Calvin, elle effectue une licence en sciences politiques à l'Université de Genève.
Elle rejoint la radio One FM en 2006. À l'époque, la station « cherche des jeunes pour passer des tests de voix ». Elle y assure la matinale jusqu'en 2008. 
Elle devient ensuite journaliste à la télévision locale genevoise Léman bleu. C'est là qu'elle fait ses premiers pas en tant que présentatrice du journal télévisé, comme elle le raconte dans un article du Temps : « J’ai appris là-bas à tout savoir faire, filmer caméra sur l’épaule tout en posant des questions, monter les sujets, présenter le flash info avec un prompteur muni d’une machine à dérouler le texte qui s’articulait avec la jambe. Ce fut mon école. »
Elle rejoint la Radio télévision suisse en 2010, d'abord en tant que journaliste dans la rubrique genevoise, puis au sein de la rédaction de Couleurs locales. Après deux années au sein de la rubrique économique, elle devient finalement présentatrice du journal télévisé.

### Vie privée
Elle est née de l'union d'un père juriste originaire de Salonique et d'une mère professeure d’histoire. Elle est mariée depuis 2011 au journaliste suisse Alexis Favre. Le couple a un garçon, Elie, né en 2015.